# Bernardino Luini

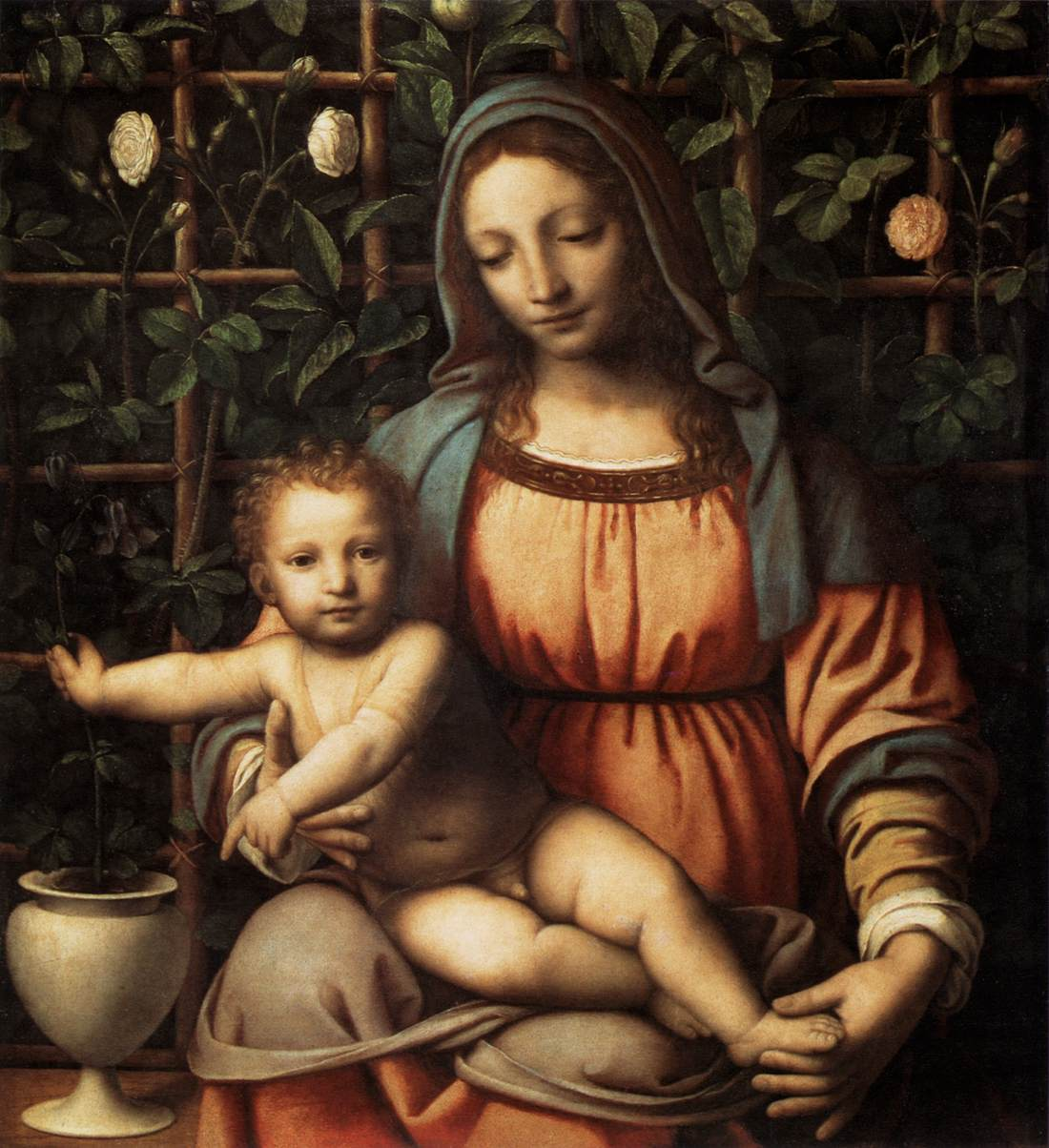
Madonna del Roseto

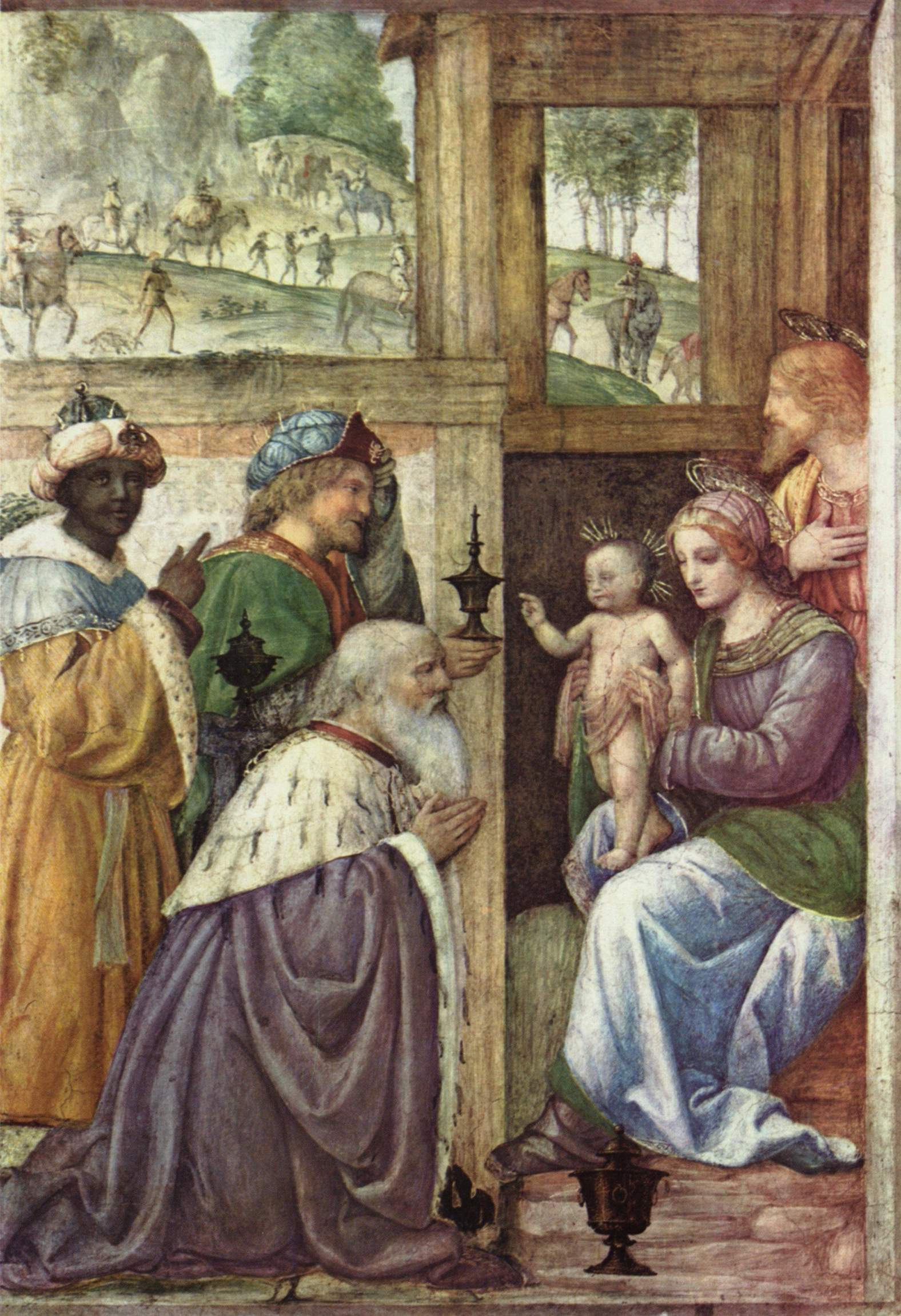
Adorazione dei Magi

Bernardino Luini (Runo, 1475/1482 - Milaan, 1532) was een Italiaanse renaissanceschilder, een van de navolgers van Leonardo da Vinci in Lombardije en hij zou naar verluidt rechtstreeks met hem samengewerkt hebben.
Hij was specifiek gekend voor zijn zachtmoedige stijl, waaronder gracieuze Madonna's met neergeslagen ogen en lieflijke landschappen.
Hij maakte ook wandschilderingen, maar deze waren eerder overladen en misten de verfijnde evenwichtige compositie van zijn kleinere werken.
Luini werd geboren als Bernardino de Scapis in Runo, een gehucht van Dumenza bij het Lago Maggiore. Zijn geboortedatum is onzeker. In 1500 trok hij samen met zijn vader naar Milaan, waar hij in de leer ging. Hij overleed er in 1532. Ook zijn zoon Aurelio was een kunstschilder.

## Werken
Selectie met vermelding van hun huidige locatie.
- Natività, Bergamo, Accademia Carrara
- Gesù Bambino e san Giovannino con un agnello, Ottawa, National Gallery of Canada
- Madonna con il Bambino e san Giovannino, 1510, Bergamo, Accademia Carrara
- Madonna del Roseto, 1510, Milaan, Pinacoteca di Brera
- Gesù Bambino con l'agnello, Milaan, Pinacoteca Ambrosiana
- Conversione della Maddalena, San Diego, Timken Art Gallery
- Madonna col Bambino e san Giovannino, Londen, National Gallery
- San Sebastiano, Isola Bella
- Madonna col Bambino, Washington D.C., National Gallery of Art
- Cristo benedicente, Milaan, Pinacoteca Ambrosiana
- Madonna col Bambino e san Giovanni Battista, Wenen, Liechtenstein Collection
- Cristo tra i dottori, Londen, National Gallery
- Dittico con Salita al Calvario: Mater Dolorosa; Cristo che porta la croce, circa 1520, olio su tavola, 50 × 40 cm, Milano, Museo Poldi Pezzoli
- Madonna col Bambino e i santi Sebastiano e Rocco, Sarasota, Ringling Museum of Art
- Natività e annuncio ai pastori, Parijs, Louvre
- Adorazione dei Magi, Parijs, Louvre
- Cristo benedicente, Parijs, Louvre
- Madonna col Bambino e un angelo (Madonna di Menaggio), Parijs, Louvre
- Madonna che allatta il Bambino, Milaan, Pinacoteca Ambrosiana
- Sant'Alessandro, Pasadena, Norton Simon Museum
- San Gerolamo penitente, Wenen, Kunsthistorisches Museum
- Ecce Homo, Keulen, Wallraf-Richartz Museum
- Erezione della croce, Milaan, Museo Poldi Pezzoli
- San Sebastiano, Sint-Petersburg, Hermitage
- Madonna che allatta il Bambino , fresco, Milaan, Museo diocesano
- Salomè riceve la testa del Battista, Madrid, Prado
- Salomè con la testa del Battista, Firenze, Uffizi
- Sacra Famiglia con sant'Anna e san Giovannino, Milaan, Pinacoteca Ambrosiana

## Galerie

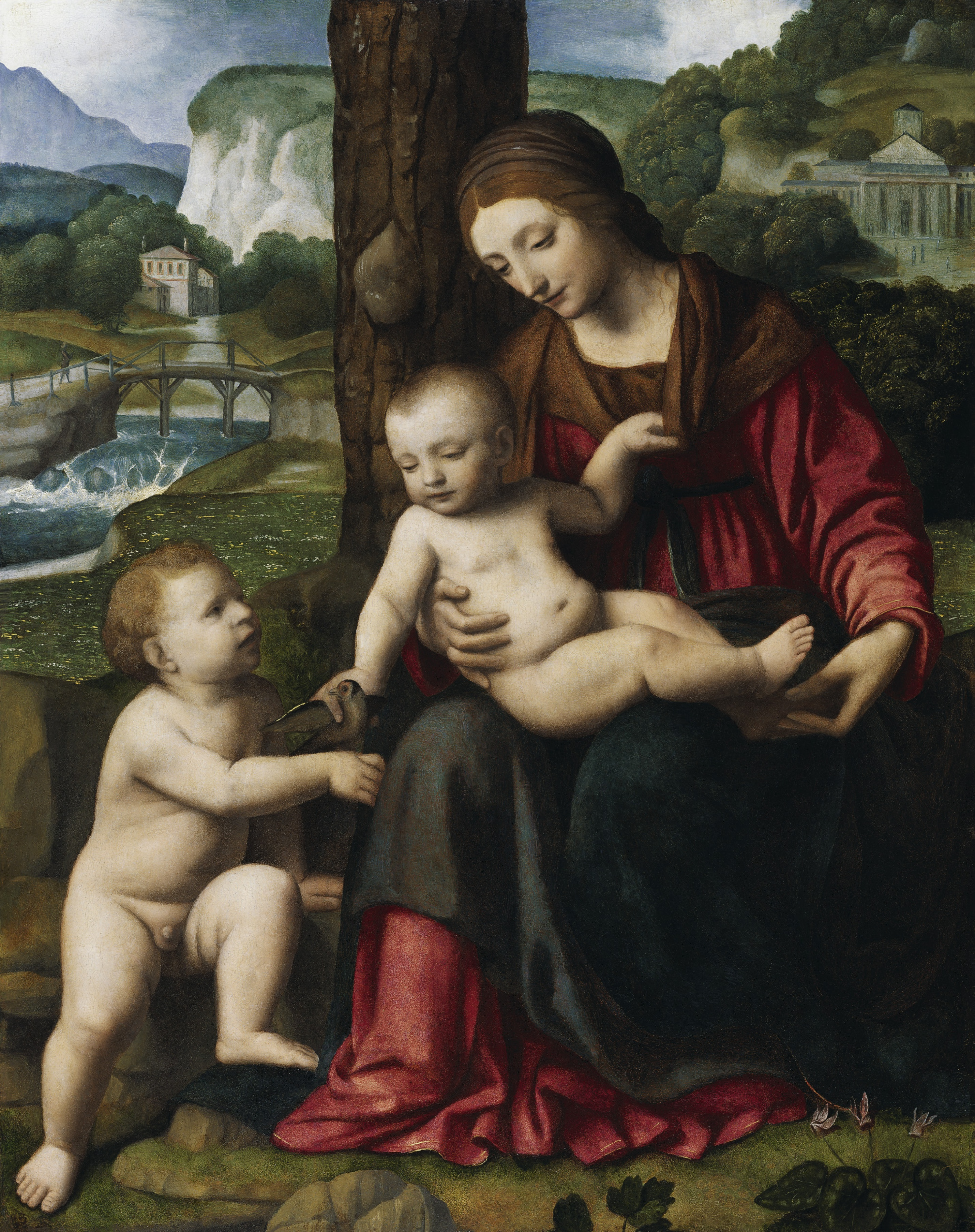
Madonna col bambino e san Giovanni Batista
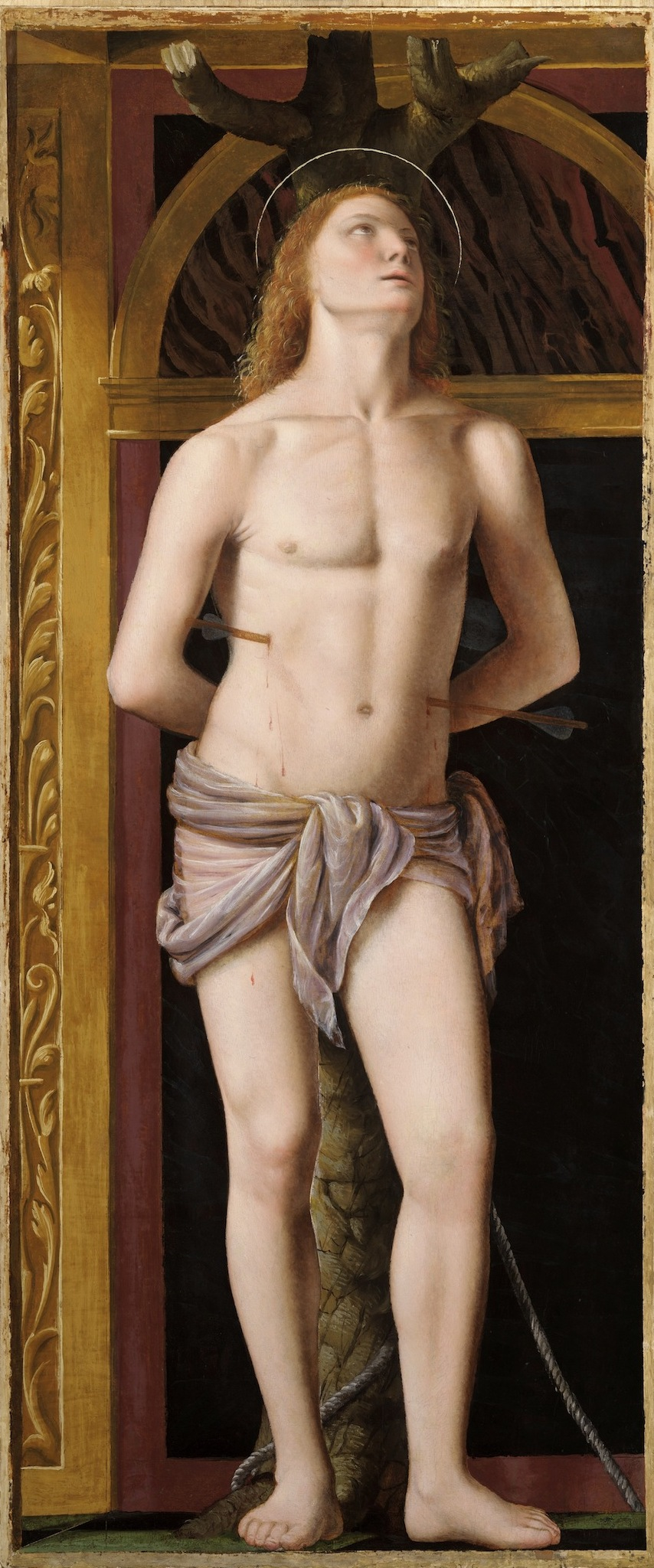
San Sebastiano, Borromeo-collectie, Isola Bella
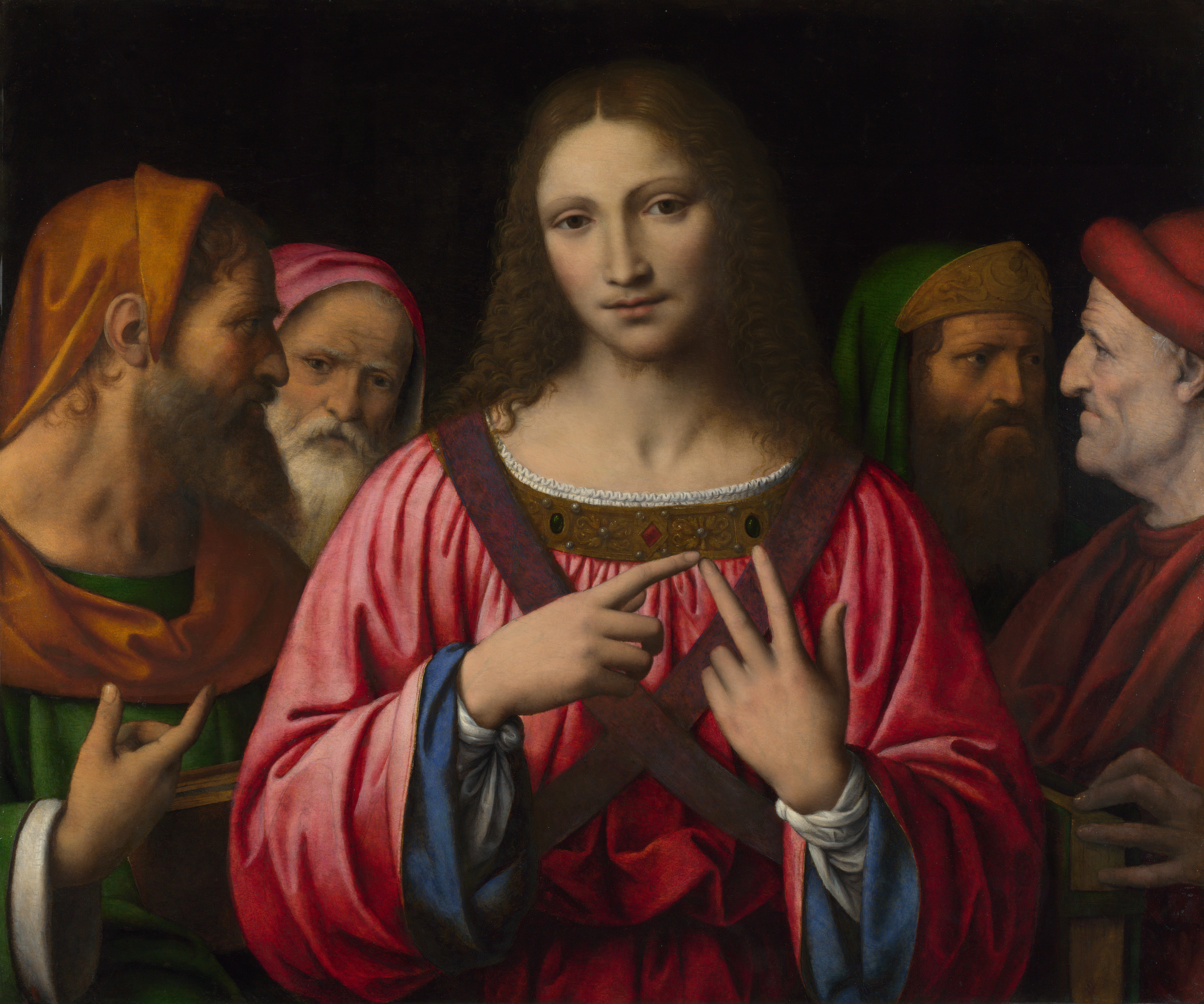
Cristo tra i dottori, National Gallery, Londen

- Biblioteca Nacional de España: XX1546388
- Bibliothèque nationale de France: cb149528856 (data)
- CiNii: DA11002868
- Gemeinsame Normdatei: 118780808
- Historisch woordenboek van Zwitserland: 018300
- International Standard Name Identifier: 0000 0000 8144 018X
- KulturNav: a70eedcb-9c95-42f3-bb2e-8c6f44b2da5d
- Library of Congress Control Number: nr88009491
- Nationale Bibliotheek van Tsjechië: xx0123574
- Nationale Bibliotheek van Israël: 987007289101805171
- Nationale Bibliotheek van Polen: a0000002741110
- Nederlandse Thesaurus van Auteursnamen: 070692300
- Réseau des bibliothèques de Suisse occidentale: 02-A003535745
- RKD-Nederlands Instituut voor Kunstgeschiedenis: 51283
- Istituto Centrale per il Catalogo Unico: RAVV025734
- SIKART: 4022928
- SNAC: w6mp5mjt
- Système universitaire de documentation: 066912237
- Union List of Artist Names: 500008110
- Virtual International Authority File: 64275349
- WorldCat: E39PBJwd9cjWRwD8FXcYvKVcT3